# Callicista arecibo
Callicista arecibo är en fjärilsart som beskrevs av Comstock och Huntington 1943. Callicista arecibo ingår i släktet Callicista och familjen juvelvingar. Inga underarter finns listade i Catalogue of Life.